# طعمه‌اندازی (ورزش خونین)

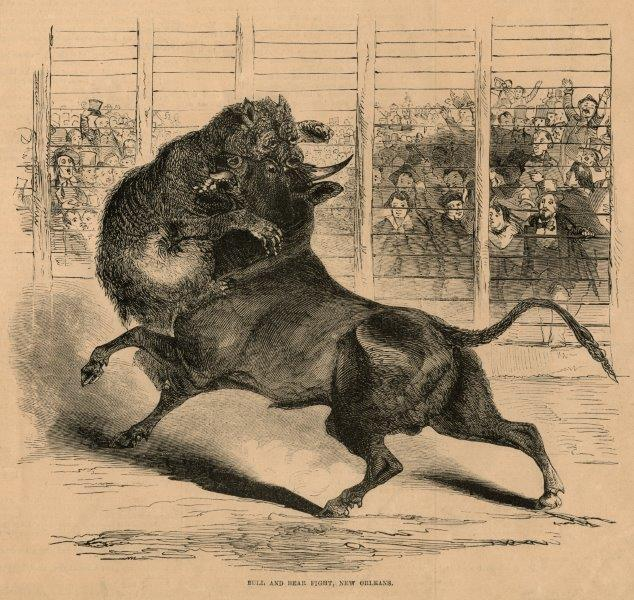
مبارزه سازمان‌یافته بین یک خرس و گاو نر، ۱۸۵۳.

طعمه‌اندازی یک ورزش خونین است که در آن جانوری به منظور سرگرمی یا قمار علیه جانور دیگری نگران یا عذاب می‌شود. این فعالیت در بیشتر کشورها در سطوح مختلف اجرای غیرقانونی انجام می‌شود.
در طول دوره‌های مختلف تاریخ و در فرهنگ‌های مختلف در سراسر جهان، انواع مختلفی از طعمه‌اندازی، به نام گونه‌های مورد استفاده، تأیید شده‌است. اینها شامل گورکن، خرس، گاو نر، خر، مرغابی، گراز، کفتار، شیر، میمون، موش، گرگ و حتی انسان، می‌شود. بسیاری از چیزهایی که در مورد طعمه‌اندازی شناخته شده‌است از انگلستان در قرون وسطی می‌آید، اگرچه مدتی است که در آنجا قانونی نبوده‌است. با این حال، هنوز هم در دیگر نقاط جهان، از جمله برخی از فرهنگ‌های آسیای مرکزی، انجام می‌شود.